# Plectogaster schoutedeni
Plectogaster schoutedeni är en skalbaggsart som beskrevs av Louis Burgeon 1947. Plectogaster schoutedeni ingår i släktet Plectogaster och familjen långhorningar. Inga underarter finns listade i Catalogue of Life.